# Perdita boltoniae
Perdita boltoniae là một loài Hymenoptera trong họ Andrenidae. Loài này được Robertson mô tả khoa học năm 1902.